# Manja Croiset

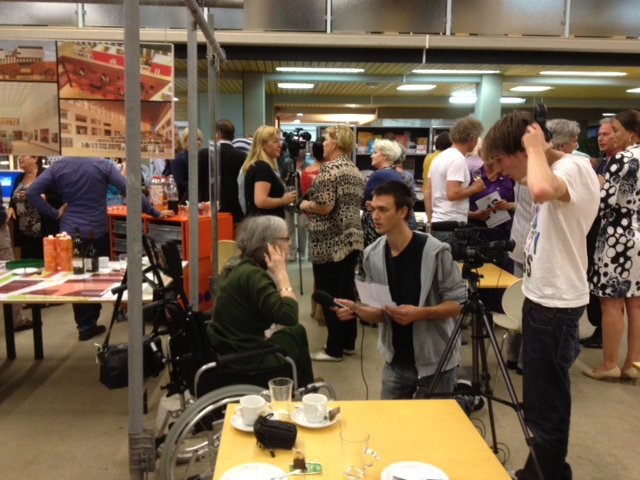
Entrevista M. Croiset durant l'obertura d'una llibreria en el 2012.

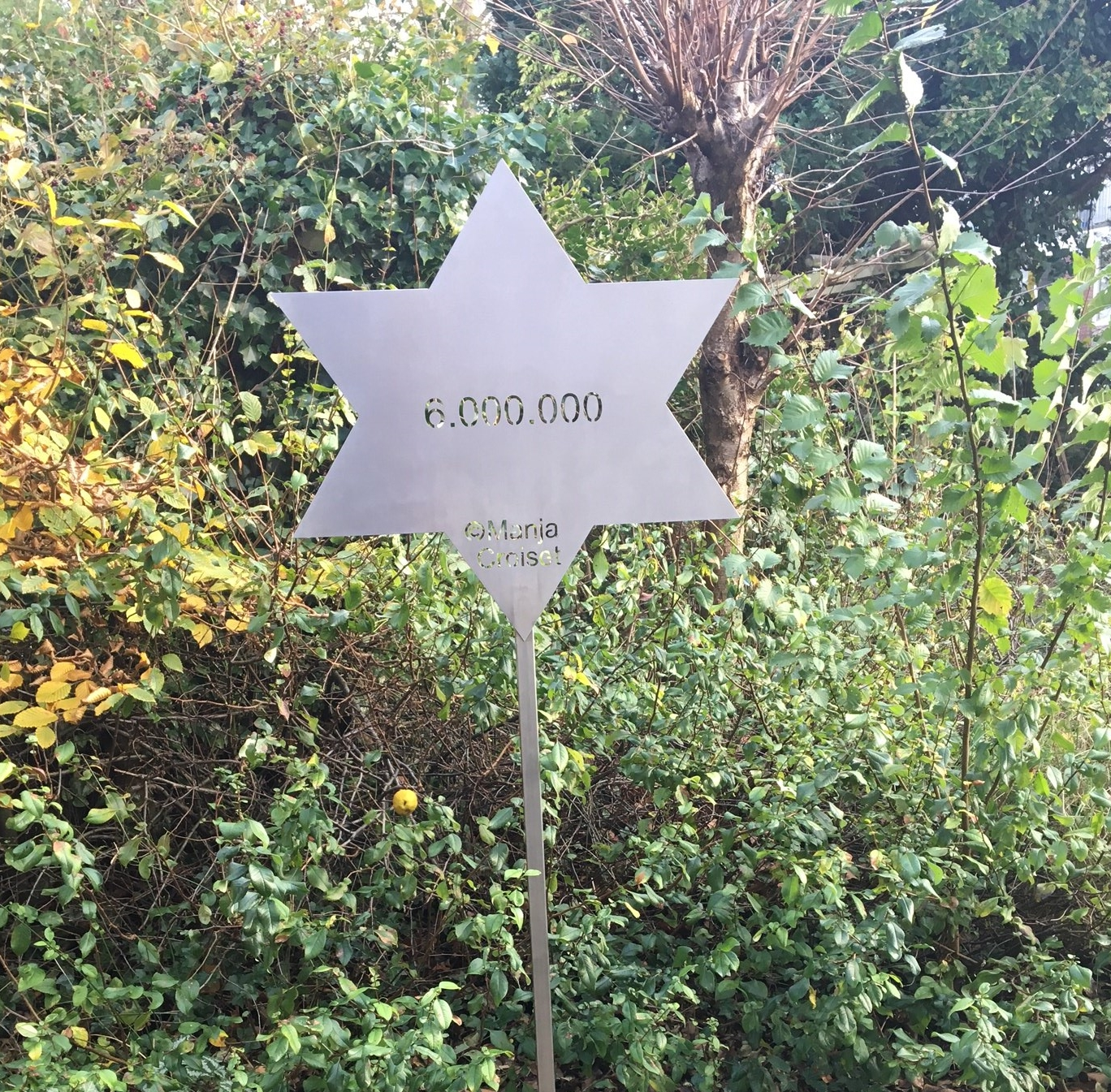
Art basat en el Shoah per Manja Croiset

Manja Croiset (Amsterdam, 5 de juliol de 1946) és una poetessa i escriptora neerlandesa.
Croiset és la segona generació dels supervivents de Shoah, i la més jove de tres filles. Els membres familiars de la seva mare, Paula Kool (11 de març de 1918 - 11 de maig de 2012), van ser assassinats a l'Holocaust. El seu pare, Odo Croiset (24 d'abril de 1915 - 18 de novembre de 2011), fill de Hijman Croiset, va sobreviure a diversos camps de concentració nazis on va ser empresonat a causa de la seva participació en 'impressió de l'aleshores diari clandestí Het Parool.

## Primers anys i educació
Després de l'escola primària Manja va assistir a Barlaeus, però va ser ingressada en un hospital psiquiàtric quan encara era molt jove. Després va treballar en el periòdic neerlandès Leidsch Dagblad durant nou anys.

## Carrera
Croiset va començar la seva carrera literària una mica tard, però va escriure nombrosos llibres durant un curt període. El seu treball té alguns aspectes filosòfics. Va crear també «Manjaforismos» i altres jocs de paraules. El tema recurrent dels seus llibres és sobre ser una segona generació víctima de l'holocaust i haver visitat durant la seva vida diversos centres psiquiàtrics.
L'any 2009 va rebre el Premi Elikser, sent la primera vegada aquest premi va ser concedit .

## Documental
MANJA - A Life Behind Invisible Bars. - Documental neerlandès de  Willy Lindwer de 60 minuts sobre la vida de Manja Croiset. La pel·lícula es va presentar el 2013 en el Festival de cinema Documental Internacional de Ámsterdam. Després del seu debut, el documental Arxivat 2016-03-04 a Wayback Machine. va estar traduït a l'anglès i alliberat als Estats Units.